# Новояушево (Фёдоровский район)
Новояушево (баш. Яңы Яуыш) — село в Федоровском районе Республики Башкортостан Российской Федерации. Входит в состав Бала-Четырманского сельсовета.

## География

### Географическое положение
Расстояние до:
- районного центра (Фёдоровка): 30 км,
- центра сельсовета (Новософиевка): 4 км,
- ближайшей ж/д станции (Мелеуз): 52 км.

Находится на берегу реки Ашкадар.

## Население
| 2002 | 2009 | 2010 |
| ---- | ---- | ---- |
| 422  | →422 | ↘350 |

Национальный состав
Согласно переписи 2002 года, преобладающая национальность — башкиры (98 %).

## Люди, связанные с селом
- Гатият Абдулович Ишкулов (1916, Новояушево — 1944) — командир самоходной артиллерийской установки, участник Великой Отечественной войны, Герой Советского Союза.